# Phedimus
Phedimus ist eine Pflanzengattung aus der Familie der Dickblattgewächse (Crassulaceae). Sie wird im deutschen auch als Asienfetthenne bezeichnet.

## Beschreibung

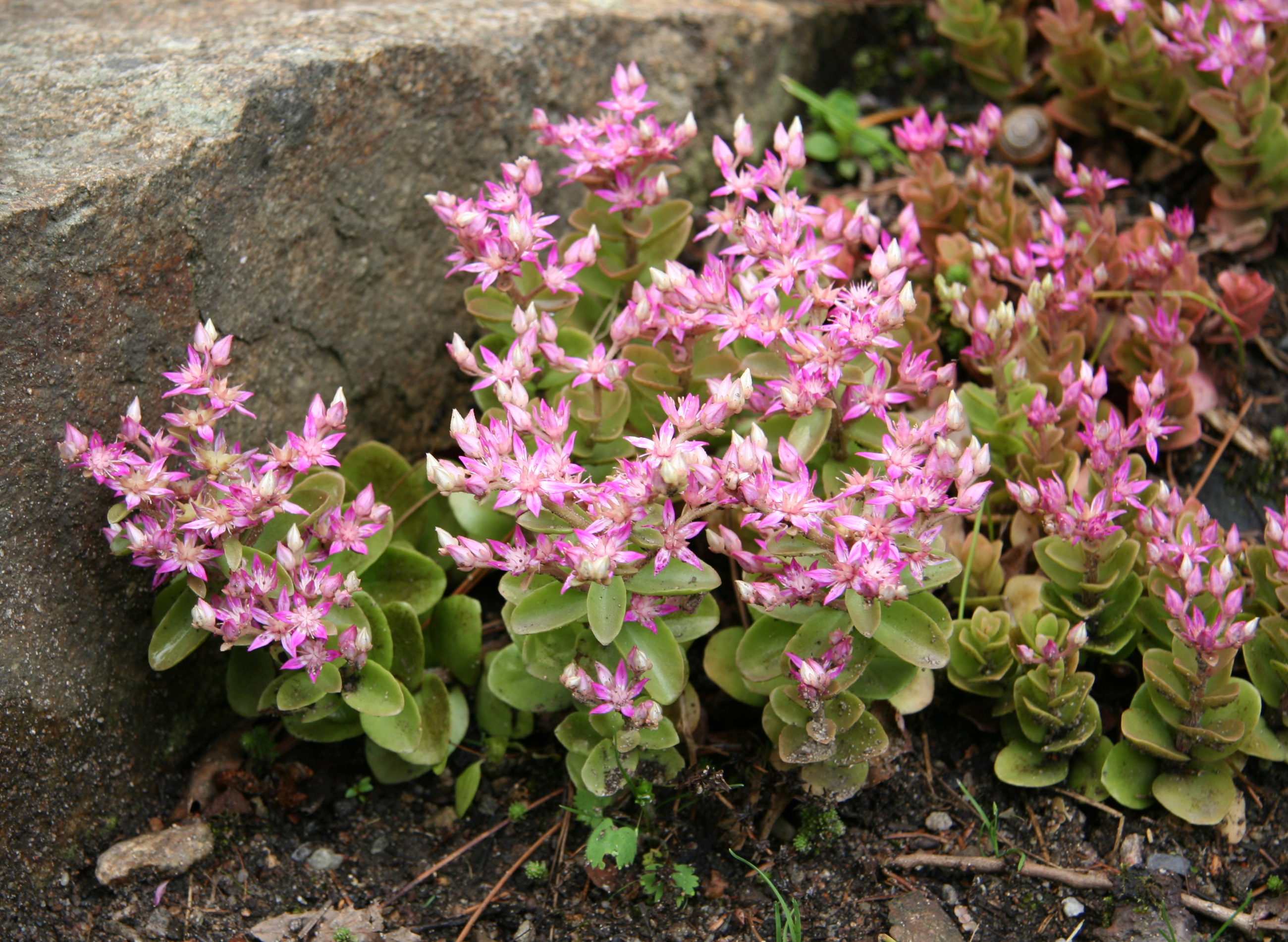
Untergattung Phedimus: Phedimus obtusifolius

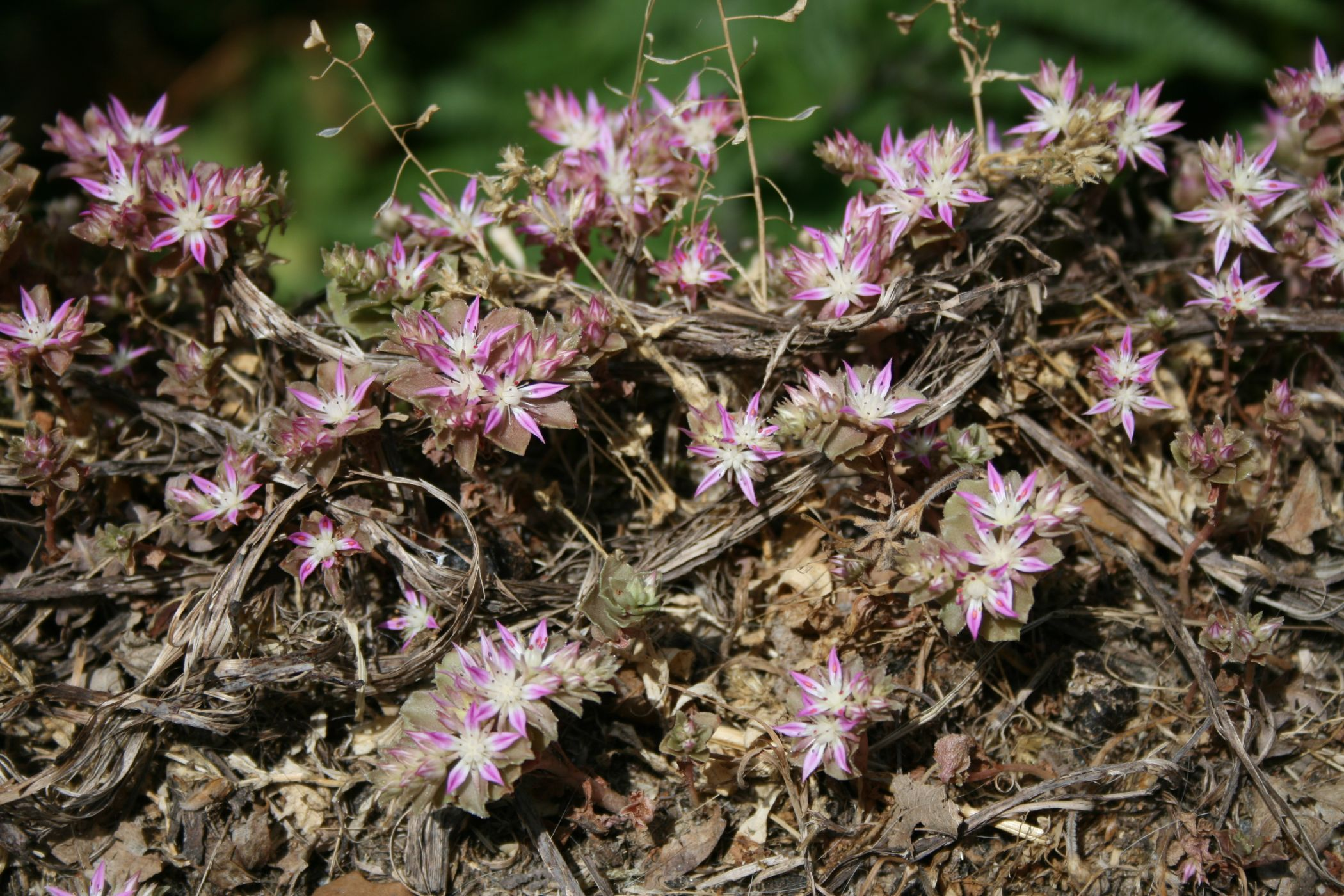
Untergattung Phedimus: Phedimus stellatus

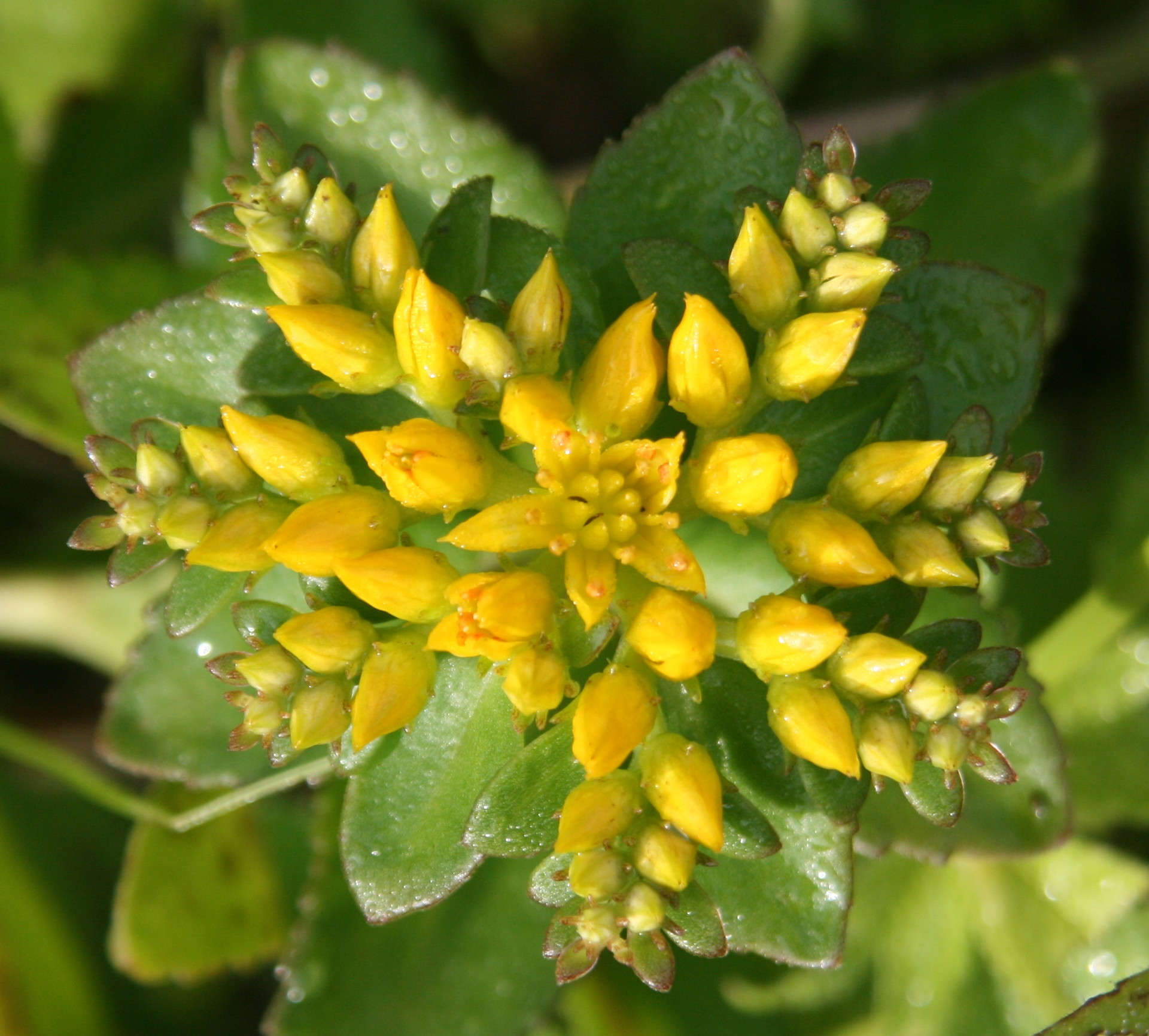
Untergattung Aizoon:Phedimus aizoon

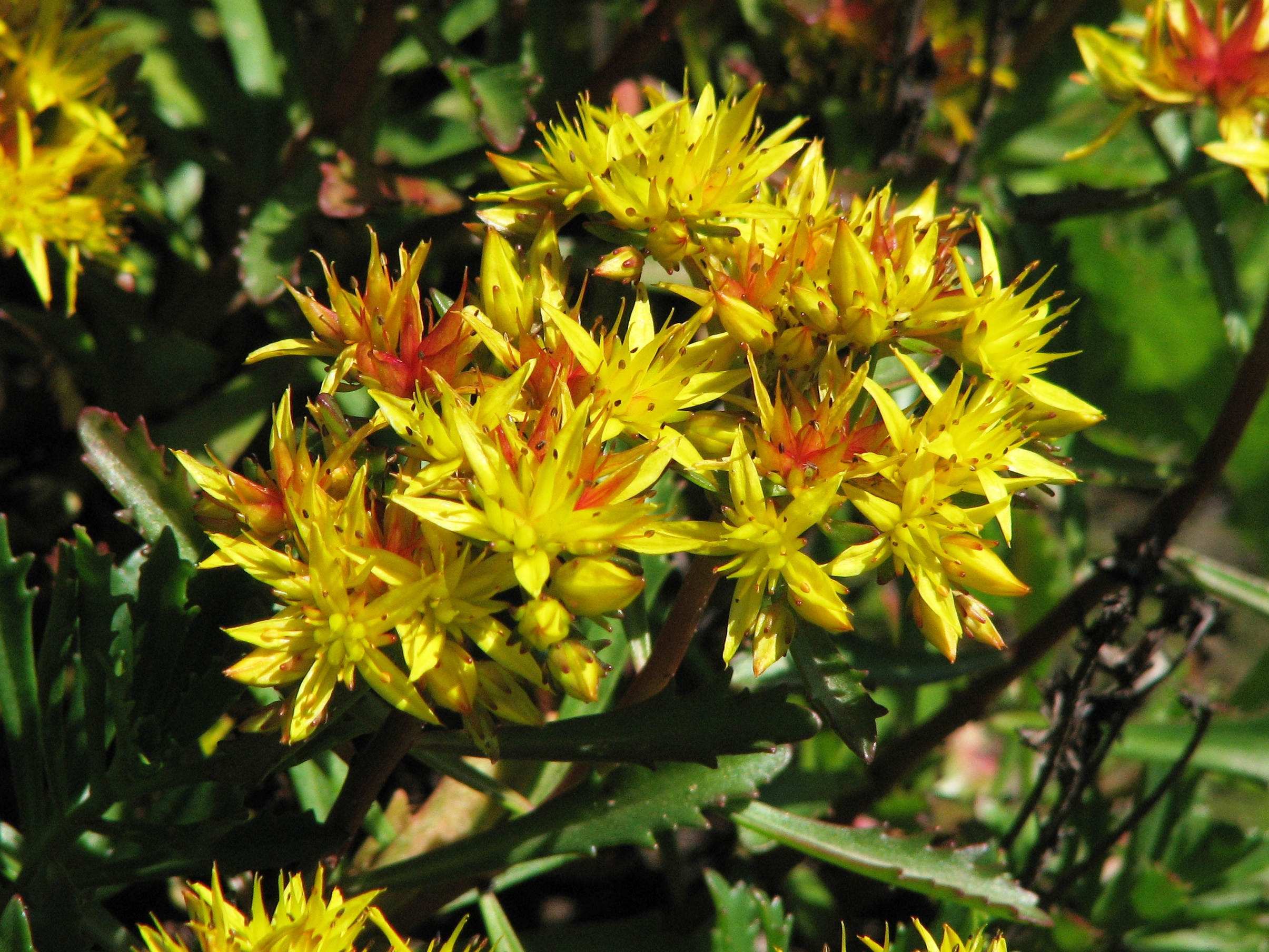
Untergattung Aizoon: Phedimus middendorffianus

Die Arten der Gattung Phedimus sind ausdauernde oder selten einjährige, krautige, für gewöhnlich kahle sukkulente Pflanzen. Ihre Triebe verholzen gelegentlich an der Basis. Manchmal besitzen sie ein holziges Rhizom. Ihre flachen, meist gesägten oder gezähnten Blätter sind wechsel- oder gegenständig angeordnet. Entlang der Blattränder sitzen auf der Unterseite der Blätter mehrere Hydathoden.
Die Blütentriebe sind aufrecht oder aufsteigend. Ihr Blütenstand bildet meist dichte, vielblütige Zymen oder Ebensträusse. Die fünf- bis sechszähligen (selten vier- bis siebenzählig) obdiplostemonen Blüten sind sitzend, fast sitzend oder kurz gestielt und weisen je ein Tragblatt auf. Ihre grünen, meist ungleichen, breit sitzenden Kelchblätter sind länglich bis linealisch. Die weißen, rosafarbenen, roten bis etwas purpurfarbenen oder gelbe Kronblätter sind an der Basis frei und meist ausgebreitet.
Die Frucht ist eine meist ausgebreitete und nur selten aufrechte Balgfrucht. Die darin enthaltenen braunen Samen sind eiförmig und 1 bis 1,4 Millimeter groß.

## Systematik und Verbreitung
Die Gattung Phedimus ist in Europa und Asien verbreitet. Die Erstbeschreibung wurde 1817 von Constantine Samuel Rafinesque vorgenommen. Der botanische Name der Gattung Phedimus leitet sich von einer Figur Phaidimos der griechischen Mythologie ab. Nach Henk 't Hart (1944–2000) und Bert Bleij wird die Gattung Phedimus in zwei Untergattungen mit folgenden Arten untergliedert:
- Untergattung Phedimus
  - Phedimus obtusifolius (C.A.Mey.) 't Hart (Syn.: Sedum obtusifolium C.A. Mey.): Türkei bis Transkaukasien.[4]
  - Kaukasus-Asienfetthenne (Phedimus spurius (M.Bieb.) 't Hart, Syn.: Sedum spurium M. Bieb.): Nordöstliche Türkei bis nördlicher Iran.[4]
  - Phedimus stellatus (L.) Raf. (Syn.: Sedum stellatum L.); Heimat: Südeuropa, Algerien
  - Phedimus stevenianus (Rouy & E.G. Camus) 't Hart (Syn.: Sedum stevenianum) Rouy & E.G. Camus; Heimat: Kaukasus
  - Phedimus stoloniferus (S.G. Gmel.) 't Hart (Syn.: Sedum stoloniferum S.G. Gmel.); Heimat: Kaukasus, Türkei, Nordiran

- Untergattung Aizoon (W.D.J.Koch) 't Hart
  - Phedimus aizoon (L.) 't Hart; Syn.: Sedum aizoon L.: Sie kommt in Russland, Japan, Korea der Mongolei und in China in vier Varietäten vor.[5]
  - Phedimus ellacombeanus (Praeger) 't Hart: Japan und Korea.[4]
  - Phedimus floriferus (Praeger) 't Hart (Syn.: Sedum floriferum Praeger): Sie kommt im östlichen Shandong vor.[5]
  - Sibirische Fetthenne (Phedimus hybridus (L.) 't Hart; Syn.: Sedum hybridum L.); Heimat: Sibirien, Mongolei, Zentralasien, ist in Nordeuropa gebietsweise eingebürgert[6]
  - Kamtschatkafetthenne (Phedimus kamtschaticus (Fisch.) 't Hart, Syn.: Phedimus takesimensis (Nakai) 't Hart,[4] Sedum takesimense Nakai): Sie wird auch als Sedum kamtschaticum Fisch. in die Gattung Sedum gestellt. Heimat: Ostasien, ist in Nord- und Nordosteuropa stellenweise eingebürgert[7]
  - Phedimus litoralis (Kom.) 't Hart (Syn.: Sedum litorale Kom.): Region Primorje.[4]
  - Phedimus middendorffianus (Maxim.) 't Hart (Syn.: Sedum middendorffianum Maxim., Phedimus zokuriensis (Nakai) 't Hart,[4] Sedum zokuriense Nakai, Phedimus sichotensis (Vorosch.) 't Hart[4], Sedum sichotense Vorosch.): Sie kommt in Russland, Korea, Japan und in den chinesischen Provinzen Jilin und Liaoning vor.[5]
  - Phedimus odontophyllus (Fröd.) 't Hart (Syn.: Sedum odontophyllum Fröd.): Sie kommt in Nepal, im westlichen Hubei und im südöstlichen Sichuan vor.[5]
  - Amurfetthenne (Phedimus selskianus (Regel & Maack) 't Hart; Syn.: Sedum selskianum Regel & Maack): Sie kommt in Russland, in Korea und in den chinesischen Provinzen Heilongjiang, Jilin und Liaoning vor.[5]
  - Phedimus sikokianus (Maxim.) 't Hart (Syn.: Sedum sikokianum Maxim.): Shikoku.[4]
  - Phedimus takesimensis (Nakai) 't Hart (Syn.: Sedum takesimense Nakai)
  - Phedimus zokuriensis (Nakai) 't Hart (Syn.: Sedum zokuriense Nakai)

## Nachweise

## Weiterführende Literatur
- Hideaki Ohba, Bruce M. Bartholomew, Nicholas J. Turland, Fu Kunjun: New Combinations in Phedimus (Crassulaceae). In: Novon. Band 10, Nr. 4, Missouri Botanical Garden Press, 2000, S. 400–402: JSTOR:3392995